# داني بينتو
داني بينتو هو لاعب كرة قدم ومدرب كرة قدم صيني في مركز الدفاع، ولد في 10 مايو 1958 في الرأس الأخضر. شارك مع منتخب ماكاو لكرة القدم. أما مع النوادي، فقد لعب مع نادي أكاديميكا كويمبرا ونادي قلمرية المتحد.